# Helmut Nötzoldt
Helmut Nötzoldt (* 1913 in Wernigerode; † 1994 in Köln) war ein deutscher Bühnenbildner und Maler.

## Leben
Er war der Sohn des Baurats Wallrat Nötzoldt. Sein ältester Bruder war Fritz Nötzoldt (Buchautor, Kabarettist, Lektor und Buchhändler). Er studierte Malerei in Köln bei Friedrich Ahlers-Hestermann und Paul Bernardelli. Nach einem Studium der Theaterwissenschaften und Bühnenbild arbeitete er von 1937 bis 1939 mit Oskar Schlemmer und Willi Baumeister zusammen. 1945 erfolgte die Gründung des ersten Theaters nach dem Zweiten Weltkrieg zusammen mit Gustaf Hartlaub. In einer Kritik hieß es unter anderem: "Das Bühnenbild von Helmut Nötzoldt mit einem höchst kunstvoll angelegten luftigen Blumen- und Baumparadies rief beim Publikum Entzückensrufe hervor. " 1948 erhielt er dann ein Vertrag bei 20th Century Fox Film. Im Deutschen Bühnen-Jahrbuch von 1949 ist er als Bühnenbildner und Ausstattungsleiter gelistet.
Von 1950 bis 1956 lebte er mit seiner Frau der Schauspielerin Margot Wagner in Brasilien, wo er Ausstellungen hatte und Lehrtätigkeiten nachging. 1956 kehrte er nach Deutschland zurück. Als Szenenbildner wirkte er mit in den TV-Produktionen Paris, 20. Juli und Spanische Legende (1961). Er lernte Andre Verder kennen und bekam 1981 als erster deutscher Maler eine Einzelausstellung im Musee Municipal in Saint Paul de Vence. Zahlreiche Ausstellungen in Europa schlossen sich an. Im Mittelpunkt seines Schaffens stand das Aquarell. Bis zum Schluss lebte und arbeitete er in Köln.